# Захвалност
Захвалност је људска особина која човеку помаже да направи неколико разлика, нпр. попут оних између здравља и патологије. Захвалност је уједно и показатељ једне од људских особина по којој можемо правити разлику између задовољних и незадовољних људи. Највећи број људи не зна да захвалност има везе са задовољством, као што ни све особе нису вољне да у себи пробуде захвалност, јер сматрају да је захвалност некакво „непримерено“ стање које може да угрози њихову јачину и чврст став... и сматрају да би се понизили када би показали захвалност другима, па и када осете нешто попут захвалности, они то не желе да покажу, или да нема разлога да било коме буду захвални, јер све што имају им, у ствари, и припада.

## Између захвалности и обавезе?
Захвалност не треба мешати са „задуживањем“ за учињено добро дело, што многи чине па онда у себи уместо захвалности развијају јак осећај кривицу коју задуживање у виду дуга код њих покреће. Такве особе често претерују захваљивањем, али умеју и да зазиру од оних опсоба које би им учинили неку услугу, како себе не би увукли у осећај кривице.
Такође неке особе су склоне наглим промена мишљења и осећаја, којке се смењују, па у једном тренутку могу бити веома захвални, а онда у другом, изненада сматрају да они, у ствари, немају на чему да буду захвални јер а) или им то што су добили већ и припада б) или су особу од које су нешто добили већ задужили, па што би онда били захвални? Некима се смењују овакве мисли у вези са захвалношћу често, а некима ређе. Не би било необично да било која од оваквих мисли сваком прође кроз главу, али јесте проблематично уколико неки од поменутих ставова постане наша дифолт опција.
Постоји и категорија особа која живи у уверењу да се све у животу плаћа. Такве особе сматрају да све што су добили већ платили или ће тек платити, па немају разлог да буду захвални.

## Бенефити
Захвални људи се осећају будније, живље, заинтересованије, осећају више ентузијазма и повезаности са другима. Захвалност такође ублажава стрес, смањује осећај завист, љутњу, незадовољство, кајање и друга непријатна осећања која изазивају стресни догађаји.
Прем прелиминарним теоријама које проучавају хормоне у крви и неуротрансмитере у мозгу утврдиле су повезаност сa овим осећањем. Такође се и лева префронтална кора великог мозга, повезује са позитивним осећањима као што су љубав и саосећање, и вероватно је кључна тачка, за осећање захвалности и бројне бенифите проистекле из ње.